# Протва
Протва́ — река в Московской и Калужской областях России, левый приток Оки.
Берёт начало в Можайском районе Московской области близ деревни Мокрое. От истока течёт на восток, у города Вереи круто поворачивает на юг, от Боровска течёт в основном на восток и юго-восток. Впадает в Оку в 12 км выше Серпухова.
На Протве — города Верея, Боровск, Обнинск, Жуков, Кремёнки, Протвино.

## Этимология
Происхождение названия и значение слова остаются неясными. Был выдвинут ряд версий:
- Версию о славянском происхождении выдвинул В. А. Никонов, ссылаясь на наличие формы Поротва в духовных и договорных грамотах великих князей Руси XIV—XVI веков, но достоверных доводов представлено не было.
- По мнению М. Фасмера, название происходит из *Пърты, которое он сопоставляет с авест. pǝrǝtu «проход, брод, мост», лат. portus «гавань, убежище», лат. porta «ворота, дверь»[5].
- Предпочтительнее представляется версия В. Н. Топорова о балтийском происхождении слова с соответствиями в прусском и литовском языках. В пользу этой версии говорит общность подмосковно-балтийского ареала гидронимов на -ва и упоминание в Лаврентьевской летописи о проживании в бассейне реки балтоязычного племени голядь.

## История
Впервые река Протва упоминается в летописях в 1146—1147 годах. В течение нескольких столетий Протва была пограничной рекой между Черниговским, Ростово-Суздальским, Смоленским и Муромо-Рязанским княжествами. Со второй половины XII века часть реки Протва принадлежала Смоленскому княжеству, а среднее и нижнее течение — Черниговскому княжеству. После Батыева нашествия территория бассейна реки входит в сферу влияния Рязанского княжества, а в первой половине XIV века Протва становится пограничной между Московским и Рязанским княжествами.

## Гидрология
Длина — 282 км, площадь водосборного бассейна — 4620 км². Питание снеговое, характерно весеннее половодье. Замерзает каждый год. Крупнейший приток — Лужа. Ширина — до 100 м. В пределах Калужской области берега возвышенные, река прорезает слои известняков каменноугольного периода.
Среднегодовой расход воды в районе села Спас-Загорье составляет 19,8 м³/с.
| Средний расход воды (м³/с) реки Протвы по месяцам с 1937 по 1985 гг. (замеры производились на гидрологическом посту в районе с. Спас-Загорье) |

## Данные водного реестра
По данным государственного водного реестра России относится к Окскому бассейновому округу, водохозяйственный участок реки — Протва от истока до устья, речной подбассейн реки — бассейны притоков Оки до впадения Мокши. Речной бассейн реки — Ока.
Код объекта в государственном водном реестре — 09010100612110000021991.

## Притоки
(указано расстояние от устья)
- 18 км: Боровна (лв)
- 24 км: река без названия (лв)[8]
- 43 км: Ича (пр)
- 46 км: Аложа (лв)
- 66 км: Угодка (лв)
- 72 км: Дырочная (лв)
- 82 км: Лужа (пр)
- Стародомна (лв)
- 119 км: Истерьма (лв)
- 130 км: Боринка (лв)
- 137 км: Исьма (лв)
- 151 км: Межиха (пр)
- 154 км: Руть (пр)
- 204 км: Мжут (лв)
- (? км) км: Роженка (пр)[9]
- (? км) км: Коняженка (пр)[9]
- 243 км: Берега (пр)
- 244 км: Карженка (лв)
- 255 км: Песочная (пр)
- 266 км: Протовка (пр)